# 고려의 문학
고려의 문학(高麗文學)은 대체로 지배층의 한문학을 중심으로 전개되었으며, 그 밖의 문학은 향찰이 쇠퇴하면서 이전 시대보다 흥성하지는 않았다.

## 과거제와 한문학
고려 시대는 화려한 한문학(漢文學)의 전성기였다. 최치원으로부터 열린 한국의 한문학이 고려의 전 기간을 석권하고 조선조에 그 결과를 물려주었다. 한문학이 성하게 된 동기는 바로 개국공신들의 발호(跋扈)를 막고 신라 귀족 자제에게 벼슬길을 열어준 과거 제도의 시행에 있었다. 위로는 불교입국(佛敎立國)의 승려들이 도를 닦고, 아래로 문인들이 나라를 다스리는 일로 시가와 문장을 다듬었다. 이리하여 국자학(國子學)·대학(大學)·사문학(四門學) 등의 학교에서 주역(周易)·시(詩)·서(書)·예(禮)·춘추(春秋)·효경(孝經)·논어(論語)를 가르쳤으며, 다시 늠름하게 일어난 사학(私學)을 통하여 관리를 지망하는 양반자제들은 책 읽고 경 외우기를 쉬지 않았다.
과거에는 시(詩)·부(賦)·송(頌)·표(表)·책(策)·논(論)·의(義) 등이 주어지는 것이지만, 이를 등용의 문으로 생각하고 있던 고려의 생도들은 이에만 전념하여 겉만 화려한 글을 지을 뿐, 뛰어난 문학은 나올 겨를이 없었다. 그러면서도 그들은 태도가 거만하여 무신(武臣)의 반감을 사서 문무의 투쟁이 심해지는 원인이 되었다. 최씨(崔氏)의 독선적 행위와 몽고의 난의 1세기를 어지러운 변혁(變革) 속에서 지낸 주자학(朱子學)은 새로운 정신적 기치(旗幟)를 들고 고려에서 조선조로 그 역할을 넘겨 주게 하였다.
이 동안에 부침(浮沈)한 문자의 기라성(綺羅星)들은 박인량(朴寅亮), 김연(金緣), 김부식(金富軾), 정지상(鄭知常), 이인로(李仁老), 이규보(李奎報), 김극기(金克己), 김군유(金君綏), 유승단(兪升旦), 김인경(金仁鏡), 임춘(林椿), 최자(崔滋), 김지대(金之垈), 김구(金邱), 이곡(李穀), 이인복(李仁復), 백문보(白文寶), 이제현(李齊賢) 등이다. 이들의 문학은 《동문선(東文選)》을 위시하여 《동국이상국집(東國李相國集)》, 《파한집(破閑集)》, 《보한집(補閑集)》 등에 전한다.

## 구비문학
고려조의 순수한 한국 문학은 표기 수단을 얻지 못하고 구비문학으로 전래된 것이지만 그 문학사적 위치는 최고의 수준을 지니고 있다고 평가될 수 있다.
신라 말에서 고려 광종조(光宗朝)까지 생존한 균여(均如)의 〈보현십원가〉는 향가작품으로서 신라문학의 계통을 이은 것이다. 그 표기 수단은 향찰식(鄕札式) 표기법이고, 사상은 보현보살(普賢菩薩)의 십종원(十種願)을 가사화한 것으로, 높은 불교문학적 향기를 지니고 있다. 균여의 작으로는 이 밖에도 수십 수의 향가가 있었다고도 하나 오늘날은 11수 외에는 전혀 남은 것이 없다.
이 향가의 계류는 예종(睿宗)의 〈도이장가(悼二將歌)〉를 거쳐 의종대(毅宗代)의 〈정과정곡(鄭瓜亭曲)〉까지 흘러내려왔다. 이들의 형태는 전형적인 향가에서는 멀어지고 다만 이두(吏讀)를 사용했을 뿐이다. 이렇게 고려 일대의 가요는 이두를 사용해서 표기했으리라 믿어진다. 따라서 사대(事大), 모화(慕華)에 물들어 있는 자들은 이것을 이언(俚言)이니 음사(淫詞)니 하여 고려가요를 경시하였다. 이 고려가요는 몽고 침략 이후 궁중을 중심으로 보존된 것으로 문학적인 면으로 볼 때에는 아름다운 해조(諧調)를 이루는 것이었지만 그것이 한국의 노래였기 때문에 한문학자나 위정자들은 이를 무조건 폄시(貶視)해 왔다. 그러나, 고려가요는 참다운 한국 문학이었고, 그 문학적 향기는 높았다. 따라서 질을 문제로 삼아 고려시대를 한국 문학의 암흑기로 다루기보다는, 다른 기준으로 평가하여야 한다는 견해가 있다.
이러한 작품들은 이제현(李齊賢)의 문집인 《익재난고(益齋亂藁)》 중에 〈소악부(小樂府)〉로 한역(漢譯)된 작품이 11수(首)가 있고, 《고려사(高麗史)》〈악지(樂志)〉에 30여 편의 가명(歌名)과 그 해설이 실려 있다. 또 현존하는 작품은 《악학궤범(樂學軌範)》에 〈동동(動動)〉 〈정읍사(井邑詞)〉 〈정과정곡〉 〈처용가〉 등 4편이 수록되어 있고, 《악장가사(樂章歌詞)》에는 〈만전춘(滿殿春)〉, 〈청산별곡(靑山別曲)〉, 〈서경별곡(西京別曲)〉, 〈정석가(鄭石歌)〉, 〈사모곡(思母曲)〉, 〈어부가(漁夫歌)〉, 〈가시리〉, 〈이상곡(履霜曲)〉 〈쌍화점(雙花店)〉 등 9편과 《시용향악보(時用鄕樂譜)》에 〈유구곡(維鳩曲)〉, 〈상저가(相杵歌)〉 등이 수록되어 있다. 이들 속요(俗謠)는 유명인에 의한 창작적 가요도 있지만 한편 각 지방의 군악(郡樂)이 궁중에 올라와서 궁중무악으로 승화한 것도 있어 그 형태는 다양해서 〈한림별곡(翰林別曲)〉, 〈관동별곡(關東別曲)〉(安軸 작), 〈죽계별곡(竹溪別曲)〉  등 이른바 일명 '경기체가(景幾體歌)'라고 불리는 것들을 제외하고는 통일된 형태는 없는 것 같다. 다만 분장(分章) 형태와 여음(餘音)이 많은 것으로 보아 민요적인 색채가 짙다. 이 여음은 '메김소리'와 '받음소리'가 가지는 형태와 흡사하고, 또, 이것이 다양하다는 것은 무악(舞樂)과도 응분의 관계가 있다는 것을 알 수 있다.
또, 고려가요는 남녀상열지사(男女相悅之詞)라 하여 유가(儒家)에서 배척할 만큼 아무 구김살 없이 인간 애욕의 순수성이 그대로 담겨져 있다. 그러면서, 고려인다운 회의(懷疑)와 도회(韜晦)가 〈청산별곡(靑山別曲)〉 등에 스며 있는 것을 볼 수 있다. 이러한 것은 충렬왕(忠烈王) 이후 역대 왕들이 놀이를 좋아하여 궁중무악을 즐겼던 탓으로 이런 사랑의 노래가 궁중에도 스며든 것이 아닌가 생각되기도 한다. 이 사상과 유악(遊樂)의 긍정은 조선조 사대부들이 표면상으로 기피하였던 일이다. 한편, 고려가요 중 그 명칭이나 한역시 또는 해설만이 전하고 알맹이가 전하지 않는 작품들도 허다하다.

## 평가
고려 일대(高麗一代)라고 문학적으로 아주 쓸쓸하지는 않았음을 알 수 있다. 더구나, 단가시형(短歌詩形) 시조를 창제해서 조선에 넘겨주고, 시화류(詩話類) 등 패관문학과 '가전체(假傳體)'류를 조선에 넘겨준 점은 면면한 한국문학사에서 큰 영향을 주었다고 평가된다.